# دانييل بلاديني
دانييل بلاديني (بالإنجليزية: Daniel Paladini)‏ (11 نوفمبر 1984 في الولايات المتحدة - ) هو لاعب كرة قدم أمريكي في مركز الوسط. لعب مع شيكاغو فاير وكولومبوس كرو ولوس أنجلوس غلاكسي ونادي شيفاز يو إس أي ونادي شمال كارولاينا وSan Fernando Valley Quakes ‏.

## وصلات خارجية
- دانييل بلاديني على موقع الدوري الأمريكي (الإنجليزية)
- دانييل بلاديني على موقع قاعدة بيانات كرة القدم.إي يو (الإنجليزية)